# شون جونز (لاعب كرة قدم)
شون جونز (بالإنجليزية: Sean Jones)‏ (و. 1982  م) هو لاعب كرة قدم أمريكية، من الولايات المتحدة، ولد في أتلانتا، جورجيا، يلعب كمُؤمن ‏.

## التعليم
تعلم في Westlake High School (Georgia) ‏.